# Арака (осетинський напій)
Арака́ (ос. Арахъ, Арахъхъ) — алкогольний напій, виготовлений із зерен кукурудзи, ячменю або інших зернових культур.
Середня міцність напою становить 25 º. Часто використовується подвійна перегонка араки. Разом зі зменшенням кількості продукту, зростає якість. Міцність при цьому збільшується приблизно вдвічі. Часто витримується під землею.
Зазвичай напій має терпкий копчений запах та світло-жовтий прозорий колір.
У холодну пору року практикується вживання попередньо підігрітої араки.